# Oberea subviperina
Oberea subviperina är en skalbaggsart som beskrevs av Stefan von Breuning 1960. Oberea subviperina ingår i släktet Oberea och familjen långhorningar.
Artens utbredningsområde är Filippinerna. Inga underarter finns listade i Catalogue of Life.